# Aeroportul Trondheim
Aeroportul Trondheim (IATA: TRD, ICAO: ENVA) este un aeroport din Comuna Stjørdal, Trøndelag, Norvegia ce deservește zona Trondheim. Aeroportul a fost tranzitat în 2022 de 3.803.933 de pasageri. A fost deschis în 23 mai 1931 și numit după zona deservită.
Situat la o altitudine de 17 m, aeroportul dispune de 1 pistă. Este operat de Avinor⁠(d).

## Infrastructură

### Piste
Aeroportul dispune de o singură pistă. Pista 09/27 are suprafața de asfalt și dimensiunile 2.999 m × 45 m. 